# Denis Van Weynbergh
Denis Van Weynbergh est un navigateur professionnel belge, né le 29 juillet 1967 à Ixelles. À la barre de l'Imoca D'Ieteren Group, il participe au Vendée Globe 2024-2025.

## Biographie
Il naît le 29 juillet 1967 à Ixelles, en Belgique. Il est moniteur de voile à l'UCPA et collabore à la revue belge Yachting Sud. En 1992, il obtient une licence en sciences politiques à l'Université libre de Bruxelles. De janvier 1995 à janvier 1997, il est logisticien pour Médecins sans frontières, d'abord au Rwanda, puis au Burundi et en Tchétchénie. De 1997 à 2000, il travaille pour une société d'événementiel sportif.

### Mini
En 2001, il court sur le circuit Mini. Il participe notamment à la Mini Transat. À la barre du Pogo Librairie Marine, il se classe 19e sur 27 bateaux de série. 
En 2002, il rachète la petite société de messagerie PN Express Worlwide. Il va la diriger quinze ans durant, trouvant le temps de se libérer pour s'adonner à la course au large. En 2008, il obtient une licence de journalisme à l'Université libre de Bruxelles,.

### Class40
En 2009, il achète le Class40 Sail On, qui devient Diabetics Challenges, puis Green Energy 4 Seasons-Diabetics Challenges,. En 2010, à sa barre, il est 39e sur 44 Class40 dans la Route du Rhum. En 2012, à bord de Proximedia, il termine 19e de la Transat Québec-Saint-Malo, skipper d'un équipage de trois jeunes diabétiques et d'un kinésithérapeute-infirmier diabéticien. En 2013, en double avec Jean-Édouard Criquioche, il se classe 16e sur 26 Class40 dans la Transat Jacques-Vabre, à bord de Proximedia-Sauvez mon enfant. En équipage, co-skipper de Jonas Gerckens dans la Fastnet Race 2015, il termine 17e sur 23 Class40 à bord de Cap 48-be.brussels,.

### Imoca
Lorsqu'il décide de passer à l'Imoca, il sait qu'il ne pourra plus mener de front la course au large et la gestion de son entreprise. En novembre 2017, il vend PN Express World. En janvier 2018, il présente un projet de Vendée Globe 2020. Il table sur un budget global de 2,5 millions d'euros. En juin, il achète l'Imoca à dérives droites de Nándor Fa, Spirit of Hungary, mis à l'eau en 2014.

#### Eyesea(2019 et 2020)
Le bateau devient Eyesea. À sa barre, le 9 mai 2019, Denis Van Weynbergh finit 17e et dernier de la Bermudes 1000 Race. Le 3 août, Denis Van Weynbergh et Lionel Régnier sont 18es sur 20 Imoca dans la Fastnet Race. Le 29 janvier 2020, Denis Van Weynbergh fait savoir qu'il renonce au Vendée Globe, faute de budget.

#### Laboratoires de Biarritz(2021 et 2022)
En juillet 2021, ayant trouvé un sponsor, il lance un nouveau projet de Vendée Globe, pour l'édition 2024-2025. Le bateau devient Laboratoires de Biarritz,. Il est basé aux Sables-d'Olonne. Dans la Transat Jacques-Vabre, Denis Van Weynbergh et Tanguy Le Turquais se classent 19es sur 22 Imoca.
En mai 2022, dans la Bermudes 1000 Race, Denis Van Weynbergh est 21e sur 24. Dans la Vendée-Arctique-Les Sables-d'Olonne, il est victime d'une déchirure d'un muscle ischio-jambier. Le lendemain, à moins de 20 milles de l'arrivée, il casse le safran tribord. Il renonce à franchir la ligne. Il abandonne, remonte le long de la côte est de l'Islande et finit par trouver refuge près de Fáskrúðsfjörður. Il se fait livrer un safran depuis la France. Szabolcs Weöres, qui avait abandonné après quelques heures de course, le rejoint en avion pour l'aider à ramener son bateau aux Sables-d'Olonne.
Trois raisons vont conduire le navigateur belge à renoncer à la Route du Rhum : il n'est pas en position favorable sur la liste d'attente, sa rééducation doit se poursuivre jusqu'au 20 novembre et son budget ne permet pas de faire face à des réparations après les importantes avaries que vient de subir le bateau (étrave, safran, radar, antenne satellite).

#### D'Ieteren Group(depuis 2023)

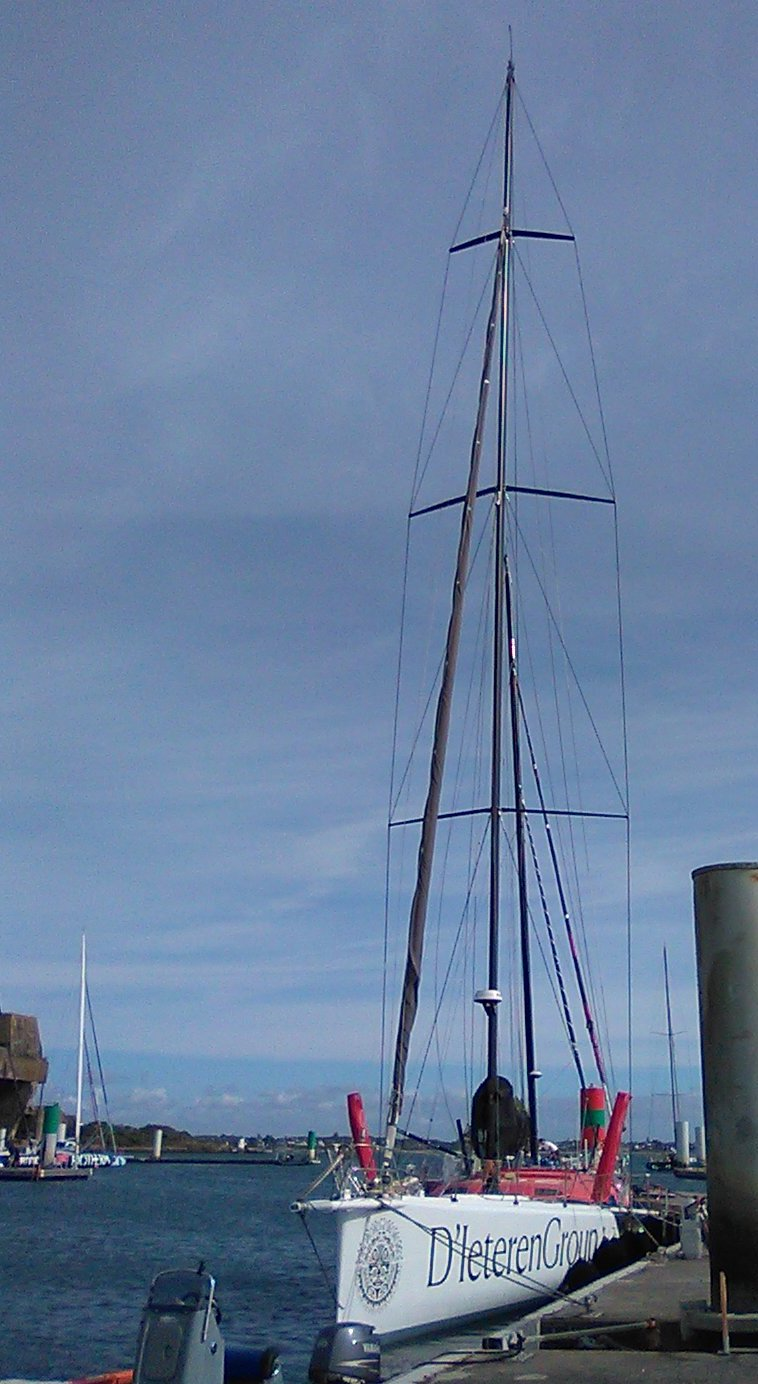
D'Ieteren Group à Lorient lors du Défi Azimut 2023.

En février 2023, Denis Van Weynbergh trouve un nouveau partenaire, la société d'investissement belge D'Ieteren Group. Le bateau devient D'Ieteren Group. En juillet, Denis Van Weynbergh et Erwan Le Mené finissent 27es sur 29 Imoca dans la Fastnet Race. En septembre, ils sont 27es sur 33 dans les 48 Heures du Défi Azimut. En novembre, Denis Van Weynbergh et Gilles Buenkenhout terminent 32es sur 40 Imoca dans la Transat Jacques-Vabre.
Le Retour à la Base, qui part le 30 novembre, est une course en solitaire, qualificative pour le Vendée Globe. Le binôme skipper-bateau doit terminer le parcours dans un temps ne dépassant pas de plus de 50 % le temps du vainqueur (9 j 3 min 48 s). Denis Van Weynbergh termine 30e sur 32, en 13  j 14 h 35 min 53 s. Il dépasse de 2 heures et 30 minutes le temps requis.
Il lui reste, au printemps 2024, deux chances de se qualifier : The Transat et la New York-Vendée-Les Sables-d'Olonne. En mai, il est 24e sur 33 Imoca dans The Transat. Cette fois, son temps (12 j 3 h 2 min 26 s) n'excède pas de plus de 50 % celui du vainqueur (8 j 6 h 53 min 32 s). Denis Van Weynbergh est donc qualifié pour le Vendée Globe. En juin, il est 27e sur 28 dans la New York-Vendée-Les Sables-d'Olonne.
Le 8 Mars 2025 à 9h30, il est le 33ème navigateur à remonter le chenal des Sables d'Olonnes et termine son Vendée Globe non classé. Malgré un temps de 117 jours, 20 heures et 28 minutes, il est hors délai. Il est le premier belge à terminer un tour du monde sans escales,,.

## Palmarès

### Mini
- 2001 :
  - 5e sur 12 série dans le Challenge Mini, à la barre du Pogo Paneb 207[3]
  - 24e sur 30 série dans la Pornichet Select 6.50, à la barre de Paneb 207[3]
  - 16e sur 29 série dans le Mini Pavois, à la barre de Paneb 207[3]
  - 8e sur 9 série dans l'Open Demi-clé, en double avec Yann Odoux, à bord de Librairie Marine 207[3]
  - 9e sur 15 série dans la Transgascogne, à la barre de Librairie Marine 207[3]
  - 19e sur 27 série dans la Mini Transat, à la barre de Librairie Marine 207[3]

- 2009 :
  - 2e sur 13 série dans l'Open Navi-Ouest, en double avec Thomas Cardrin, à bord de Force Douce 767[3]
  - 5e sur 12 série dans la Transgascogne, en double avec Lionel Régnier, à bord de Force Douce 767[3]

### Class40
- 2010 :
  - 9e sur 9 Class40 dans le Record SNSM, à la barre de Diabetics Challenges, BEL 40[5]
  - 39e sur 44 Class40 dans la Route du Rhum, à la barre de Green Energy 4 Seasons-Diabetics Challenges, BEL 40, en 24 j 20 h 57 min 33 s[5]

- 2011 :
  - 8e du Record SNSM, en double avec Lionel Régnier, à bord de Wanted Partner, FRA 105[8]
  - 12e de Les Sables-Horta-Les Sables, avec Lionel Régnier et Pierre-Yves Cavan, à bord de Wanted Partner[8]

- 2012. 19e sur 20 dans la Transat Québec-Saint-Malo, en équipage, en tant que skipper, à bord de Proximedia, BEL 42[8],[7]

- 2013. 16e sur 26 Class40 dans la Transat Jacques-Vabre, en double avec Jean-Édouard Criquioche, à bord de Proximedia-Sauvez mon enfant, FRA 104[8]

- 2015. 17e sur 23 Class40 dans la Fastnet Race, en équipage, en tant que co-skipper à bord de Cap 58-be.brussels, skippé par Jonas Gerckens[9],[10]

### Imoca

#### À la barre d'Eyesea, BEL 207
2019 : 
- 17e sur 17 de la Bermudes 1000 Race[13]
- 18e sur 20 Imoca dans la Fastnet Race, en double avec Lionel Reignier[13]

#### À la barre deLaboratoires de Biarritz, BEL 207
- 2021. 19e sur 22 Imoca dans la Transat Jacques-Vabre, en double avec Tanguy Le Turquais[17]
- 2022. 21e sur 24 dans la Bermudes 1000 Race[18]

#### À la barre deD'Ieteren Group, BEL 207
- 2023 :
  - 27e sur 29 Imoca dans la Fastnet Race, en double avec Erwan Le Mené[24]
  - 27e sur 33 dans les 48 Heures du Défi Azimut, en double avec Erwan Le Mené[25]
  - 32e sur 40 Imoca dans la Transat Jacques-Vabre, en double avec Gilles Buekenhout[26]
  - 30e sur 32 dans le Retour à la Base, en 13 j 14 h 35 min 53 s[27]

- 2024 :
  - 24e sur 33 Imoca dans The Transat en 12 j 3 h 2 min 26 s[29]
  - 27e sur 28 dans la New York-Vendée-Les Sables-d'Olonne[30]
- 2025 :
  - Il termine le Vendée Globe 2024-2025 hors délais le 8 mars 2025 après plus de 117 jours en mer. Il finit son tour du monde un peu plus de 24 heures après la fermeture de la ligne, et termine donc non classé[34]